# COSCO Tower
La COSCO Tower (in cinese: 中遠大廈; in Cantonese Yale: Jūngyuhn Daaihhah) è un grattacielo situato Hong Kong. 
Utilizzata per ospitare uffici, si trova nella Grand Millennium Plaza sull'isola occidentale di Hong Kong. La torre ha un'altezza di 228 m. La costruzione  è stata completata nel 1998. Ci sono 56 piani, 3 dei quali interrati.